# Contrato Raphael
El Contrato Raphael fue un acuerdo firmado en Londres el 7 de junio de 1876 entre el Gobierno del Perú y la Peruvian Guano Company Ltd., en que esta última aceptó la actuar como consignataria de la venta de 1.900.000 toneladas de guano peruano y pagar al primero adelantos anuales de £ 700.000.: 124 

## Antecedentes
En 1869 el gobierno había firmado el Contrato Dreyfus que preveía un solo consignatario el que se haría cargo de los pagos de la deuda y haría remesas anuales a las arcas fiscales peruanas. Sin embargo, la firma Dreyfus no pudo cumplir sus obligaciones contractuales que tuvieron que ser disminuidas.: 121 
Ante la acuciante falta de fondos y la acumulación de la deuda externa que impedía créditos externos, el gobierno peruano buscó vender más guano (Dreyfus aún no terminaba de vender sus 2 millones de toneladas) con un nuevo consignatario.: 123 . El 11 de mayo de 1875, el Congreso promulgó una ley a través de una legislatura extraordinaria por la que autorizó al Gobierno a vender lotes adicionales de guano a nuevos consignadores.
Ese mismo año, comisionados peruanos fueron enviados a Francia a suscribir un nuevo contrato e, inicialmente, se llegó a un acuerdo en junio de 1875 con la Societé Générale por el que, entre otras cosas, se pactaba el fin del Contrato Dreyfus. Ante la disconformidad de este acuerdo, el Gobierno a través de José de la Riva-Agüero negoció un segundo acuerdo en marzo de 1876 mediante el cual se garantizaba el respeto del Contrato Dreyfus y se le otorgaba a la Societé Générale una consignación en Europa, Canarias y Australia. 
Este segundo acuerdo no fue aceptado por el comité de tenedores de bonos de la deuda externa (el llamado Peruvian Bondholders' Committee) liderado por Sir Charles Russell, por lo que el Gobierno peruano tuvo que negociar un tercer acuerdo. A fines de abril de 1876, se envió a Londres a Mariano Ignacio Prado para superar el impasse y llegar a un entendimiento con los tenedores de bonos.: 124 

## Realización del contrato
El 7 de junio de 1876, Pardo suscribió el llamado Contrato Raphael con la casa Raphael & Sons y los financistas peruanos Carlos G. de Candamo e Iriarte y Arturo Heeren. De acuerdo con los términos del Contrato, la Peruvian Guano Co. Ltd. (la compañía a través de la cual se debían asociar los consignatarios), se respetaba la vigencia del Contrato Dreyfus pero existiría una segunda consignación del guano en el mercado con excepción de los Estados Unidos, Islas Mauricio y Antillas, China y Japón. Los excedentes finales de las ganancias se depositarían en el Banco de Inglaterra para castigar la deuda externa y satisfacer las obligaciones contraídas con los bonistas.
Bajo este nuevo esquema, la Peruvian Guano debió competir en el mercado europeo con el guano de Dreyfus, que era de mejor calidad y de igual precio, lo que impidió lograr efectivamente los acuerdos. Solo a fines de 1879, ya en la guerra contra Chile, el estado peruano permitió a la compañía vender a precios menores.: 126 